# Jacey Murphy
Pas d'image ? Cliquez ici

a Compétitions nationales et continentales officielles uniquement.

b Matchs officiels uniquement.
Dernière mise à jour le 18 août 2014.
Jacey Jordan Leigh Murphy, née le 21 mars 1989, est une joueuse canadienne de rugby à XV, occupant le poste de troisième ligne aile en équipe du Canada de rugby à XV féminin.
La famille de Murphy possède  une corps de ferme du même nom au nord d'Alliston. Elle est diplômée de l'Université de Guelph où elle a passé cinq années.
Elle joue sa première sélection en équipe du Canada de rugby à XV féminin contre l'Angleterre lors de la Coupe des Nations, en août 2013, au Colorado, avec l'équipe du Canada de rugby à XV.
Elle est retenue pour disputer la Coupe du monde féminine de rugby à XV 2014 après une tournée dans l'hémisphère Sud (victoire 22-0 face aux Australiennes, deux revers face à la Nouvelle-Zélande 16-8 et 33-21).
Elle dispute les trois matchs de poule, deux comme titulaire du poste de troisième ligne aile, un comme remplaçante entrée en jeu. Le Canada se qualifie pour les demi-finales après deux victoires et un match nul concédé contre l'Angleterre 13-13. Les Canadiennes remportent 18-16 le match contre les Françaises en demi-finale. Le Canada se qualifie pour la finale. C'est la première fois que le Canada parvient à ce stade de la compétition et c'est seulement la quatrième nation à réaliser cette performance. Le Canada s'incline 21-9. Jacey Murphy a disputé finale et demi-finale comme titulaire.
Pour pouvoir financer le déplacement en France, Jacey Murphy a collecté des fonds en démarchant mécènes, partenaires et donateurs.

## Palmarès
(au 17.08.2014)
- sélections en Équipe du Canada de rugby à XV féminin
- finaliste de la Coupe du monde féminine de rugby à XV 2014